# Nationalisme polonais

Drapeau de la Pologne.

Le nationalisme polonais (en polonais : polski nacjonalizm) est une forme de nationalisme qui affirme que le peuple polonais est une nation et qui affirme l'unité culturelle des Polonais. L'historien polono-britannique Norman Davies définit le nationalisme comme « une doctrine [...] visant à créer une nation en sensibilisant les gens à leur nationalité, et à mobiliser leurs sentiments pour en faire un véhicule d'action politique ».
Le nationalisme adopté par la république des Deux Nations  – politique qui a existé de facto de 1386, et officiellement de 1569 jusqu'à la troisième partition de 1795, comprenant des Polonais, des Lituaniens, des Slaves de l'Est et des minorités plus petites – était multiethnique et multiconfessionnel, bien que les classes sociales dominantes de la République deviennent largement polonisées et que le catholicisme romain soit considéré comme la religion dominante.
L'idéologie nationaliste qui a émergé peu après les partitions était initialement exempte de toute forme de « nationalisme ethnique ». Il s'agissait d'un mouvement romantique qui cherchait la restauration d'un État polonais souverain. Le nationalisme romantique polonais a été décrit par Maurice Mochnacki comme « l'essence de la nation », définie non plus par des frontières mais par des idées, des sentiments et des pensées provenant du passé.
L'avènement du nationalisme polonais moderne sous domination étrangère a coïncidé avec l'insurrection de novembre 1830 et le Printemps des peuples. Les défaites qui s'ensuivirent brisèrent l'esprit révolutionnaire polonais. Beaucoup d'intellectuels se tournèrent vers le darwinisme social d'Herbert Spencer et blâmèrent l'ancienne philosophie romantique (« messianiste ») de la Pologne pour les désastres insurrectionnels.
Après l'échec de l'insurrection polonaise de janvier 1863, les écoles de pensée romantiques ont été fermement supplantées par une version spécifiquement polonaise de la philosophie positiviste d'Auguste Comte qui a dominé la pensée polonaise jusqu'à la fin du XIXe siècle.
Après l'effondrement des trois empires européens ayant participé à sa partition (Russie, Allemagne, Autriche-Hongrie) lors de la Première Guerre mondiale, la Pologne redevint un territoire réduit et ethniquement plus homogène – mais toujours avec des minorités importantes, en particulier les Ukrainiens dans le sud-est, qui commencèrent eux-mêmes à nourrir leurs propres aspirations nationales.

## Histoire
Les premières manifestations du nationalisme polonais et les discussions concrètes sur ce que signifie être citoyen de la nation polonaise remontent au XVIIe ou au XVIIIe siècle, avec certains érudits remontant au XIIIe siècle, et d'autres jusqu'au XVIe siècle. Le nationalisme polonais primitif, ou protonationalisme, était lié à l'identité polono-lituanienne, représentée principalement par la noblesse polonaise (szlachta), et par leurs valeurs culturelles (comme la Liberté d'or et le sarmatisme). Il a été fondé sur des idées civiques et républicaines. Cette forme primitive de nationalisme polonais commença à s'effondrer et à se transformer avec la destruction de l'État polonais lors des partitions de la Pologne de 1772 à 1795.
Le nationalisme polonais moderne est né à la fin du XVIIIe siècle et au début du XIXe siècle parmi des activistes polonais qui prônaient une conscience nationale polonaise tout en rejetant l'assimilation culturelle aux cultures dominantes de l'Autriche, de la Prusse et de la Russie, les trois empires qui ont divisé la Pologne et la Lituanie et occupé les différentes régions de la Pologne. C'est la conséquence de l'apatridie polonaise, car la nationalité polonaise a été supprimée par les autorités des pays qui ont acquis le territoire de l'ancienne République. Au cours de cette période, on commença à assimiler les Polonais à l'ethnicité, excluant de plus en plus des groupes comme les Juifs polonais, qui étaient auparavant plus susceptibles d'être acceptés comme « patriotes » polonais,,. C'est aussi la période au cours de laquelle le nationalisme polonais, qui était auparavant commun aux plates-formes politiques de gauche et de droite, s'est redéfini comme se limitant à la droite, avec l'émergence de l'homme politique Roman Dmowski (1864-1939), qui rebaptisa Liga Polska (la Ligue polonaise) en Liga Narodowa (la Ligue nationale) en 1893.
Des vagues cruciales ont suivi la défaite polonaise lors de l'insurrection de janvier 1864, la restauration d'un État polonais indépendant en 1918 et la création d'un État polonais ethniquement homogène en 1945.
Un élément important du nationalisme polonais a été son identification avec la religion catholique romaine, bien qu'il s'agisse d'une évolution relativement récente, qui trouve ses racines dans la Contre-Réforme du XVIIe siècle et qui s'est clairement établie dans l'entre-deux-guerres,. Bien que l'ancienne République ait été religieusement diversifié et très tolérante, le récit religieux catholique romain aux accents messianiques (le Christ de l'Europe) est devenu l'un des traits caractéristiques de l'identité polonaise moderne,. Roman Dmowski, un homme politique polonais de l'époque de l'entre-deux-guerres, a joué un rôle essentiel dans la définition de ce concept et a été qualifié de « père du nationalisme polonais »,,.
En 1922, G. K. Chesterton a publié l'opinion suivante sur le nationalisme polonais: « J'ai jugé les Polonais par leurs ennemis. Et j'ai trouvé que c'était une vérité presque infaillible que leurs ennemis étaient les ennemis de la magnanimité et de la virilité. Si un homme aimait l'esclavage, s'il aimait l'usure, s'il aimait le terrorisme et toute la boue piétinée de la politique matérialiste, j'ai toujours trouvé qu'il ajoutait à ces affections la passion d'une haine de la Pologne. Elle pourrait être jugée à la lumière de cette haine ; et le jugement s'est avéré juste. »
Les migrations humaines qui ont suivi la Seconde Guerre mondiale à partir de 1945, avec les changements démographiques et territoriaux qui en ont résulté en Pologne, qui ont considérablement réduit le nombre de minorités ethniques en Pologne, ont également joué un rôle majeur dans la création de l'État et de la nationalité polonais modernes,.
En Pologne communiste (1945-1989), le régime a adopté, modifié et utilisé pour son idéologie officielle et sa propagande certains des concepts nationalistes développés par Dmowski. Comme les démocrates nationaux de Dmowski croyaient fermement à un État « national » (ethniquement homogène), même si ce critère nécessitait un territoire réduit, leurs idées territoriales et ethniques furent acceptées et mises en pratique par les communistes polonais, agissant avec l'autorisation de Joseph Staline. Staline lui-même en 1944-1945 confia avoir été influencé par le dirigeant national-démocrate Stanisław Grabski, co-auteur du projet de déplacement de la frontière et de la population et l'incarnation de la collusion nationaliste-communiste.
Le nationalisme polonais, associé au libéralisme pro-américain, a joué un rôle important dans le développement du mouvement Solidarność dans les années 1980. L'irrédentisme polonais garde le souvenir de la présence polonaise dans les Kresy - les « Frontières de l'Est » autrefois sous administration polonaise et aujourd'hui rattachées à la Lituanie, à la Biélorussie et à l'Ukraine.
Dans la politique polonaise actuelle, le nationalisme polonais est le plus ouvertement représenté par les partis liés à la coalition de la Confédération Liberté et Indépendance. En 2020, la Confédération, composée de plusieurs petits partis, comptait 11 députés (moins de 7 %) à la Diète (le parlement polonais).